# Pseudomonacanthus elongatus
Pseudomonacanthus elongatus is een straalvinnige vissensoort uit de familie van vijlvissen (Monacanthidae). De wetenschappelijke naam van de soort is voor het eerst geldig gepubliceerd in 1940 door Fraser-Brunner.